# Квинт Хатерий
Квинт Хатерий (на латински: Quintus Haterius; * 65 пр.н.е.; † 26 г.) e сенатор и оратор на ранната Римска империя. Той е съпруг на Випсания Атика, баща на Децим Хатерий Агрипа (консул 22 г.) и дядо на Квинт Хатерий Антонин (консул 53 г.).
През 5 пр.н.е. той е суфектконсул. Той е голям оратор. Умира на 89 години през 26 г.